# Горный (Миасский городской округ)
Го́рный — посёлок в составе Миасского городского округа Челябинской области. Стоит на реке Атлян. Рядом проходит трасса M5. Поселки-соседи: Нижний Атлян, Верхний Атлян и Урал-Дачи. Построенный, как Верхний и Нижний Атляны, в 1936—1937 годах.

## Улицы поселка Горного
Береговая улица, Заречная улица, Центральная улица.

## Интересные факты
Другое прозвище поселка Горного Шанхай или Подсобное.

## Достопримечательности
- Маяк (памятник природы)
- Озеро Песчаное (памятник природы)